# Reed Timmer (baloncestista)
Reed Donald Timmer (New Berlin, Wisconsin, 22 de agosto de 1995) es un exbaloncestista estadounidense. Con 1,85 metros de estatura, jugaba en la posición de base.

## Trayectoria deportiva

### Universidad
Jugó cuatro temporadas con los Bulldogs de la Universidad Drake, en las que promedió 15,7 puntos, 3,1 rebotes y 2,3 asistencias por partido. En su primera temporada fue incluido en el mejor quinteto de novatos de la Missouri Valley Conference, mientras que en la última apareció en el mejor quinteto absoluto.

### Profesional
Tras no ser elegido en el Draft de la NBA de 2018, el 11 de julio firmó su primer contrato profesional con el Tigers Tübingen de la ProA, la segunda división alemana. En el Walter Tigers Tübingen, equipo de la segunda división germana, el base estadounidense firmó unas medias de 18.5 puntos, 3.1 asistencias y 3.7 rebotes con buenos porcentajes en tiros de campo: un 56% en tiros de dos puntos y un 46% en triples.
En verano de 2019, se incorpora al San Sebastián Gipuzkoa Basket Club de la Liga LEB Oro, con el que promedia 25 minutos de juego en los que dejó unas medias de 15.9 puntos, 2.5 asistencias y 2.3 rebotes, aunque una lesión en el tobillo derecho le obligó a pasar por el quirófano durante el mes de enero de 2020 y no pudo volver a jugar durante el resto de la temporada tras el parón por la pandemia.
El 8 de agosto de 2020, se incorpora a las filas del CB Ciudad de Valladolid de la Liga LEB Oro, durante una temporada.